# Capitan Tempesta (film)
Capitan Tempesta è un film del 1942 diretto da Corrado D'Errico. È tratto da un romanzo di Emilio Salgari e venne girato nella doppia versione italiana e spagnola.

## Trama
I turchi stanno assediando Famagosta ma la città è strenuamente difesa da Capitan Tempesta, sotto la cui armatura si cela Leonora, la figlia del governatore.
La ragazza riuscirà anche ad introdursi nel castello di Hussif dove è imprigionato il suo innamorato Marcello, vittima delle torture della bella Haradya.
Lo scontro finale vede l'intervento del Leone di Damasco che permette ai due innamorati di tornare liberi nel loro paese.

## Distribuzione
Il film venne distribuito nelle sale cinematografiche italiane il 28 gennaio 1942.